# أوتو روزنبرغ
أوتو روزنبرغ هو سياسي ألماني، ولد في 28 أبريل 1927 في بروسيا الشرقية، وتوفي في 4 يوليو 2001 في برلين في ألمانيا. نشط حزبياً في الحزب الديمقراطي الاجتماعي الألماني.